# Honda XL
Les modèles XL de Honda sont des motocyclettes destinées à un usage routier et au tout-terrain.

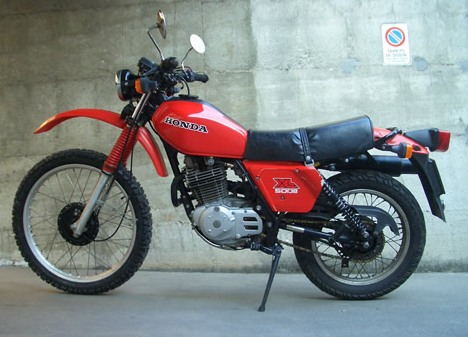
Une Honda XL 500 SA, modèle 1980.

Ils succédèrent aux modèles SL au début des années 1970.
Différents modèles ont été construits dans la gamme Honda XL :
Monocylindres :
- XL 125, commercialisée en Oct 1975.  Bi amortisseurs, trois coloris ; cadre noir, selle noire et réservoir orange, bleu ou vert.

- XL125K2 1976 N° série : 1203724- 1233231
- XL125K3 1978 N° série : 2005307-2034460  Nouveau carbu, cales pieds arrière montés sur le cadre
- XL 125 S de 1978 à 1987 et Honda 125 XR de 1980 à 1982.  Bi amortisseurs.
- XL 125 R

-XL 125 R-C de 1982    N° série : 5000001- 5099999
Moteur plus performant (13.6ch), 12V, réservoir jumbo, habillage phare enduro, bras arrière mono amortisseur pro-link, direction montée sur roulements conique, spy de fourche triple lèvre, fourche avant hydropneumatique, dimensions du cadre modifiées, cartouche de pot plus grosse et raccourcie. Coloris : Blanc, noir, rouge
-XL 125 RF 1985 N° série : 5100005- 5199999 et -XL 125 R «Paris-Dakar» 1986.    12 V, Frein à disque à l’avant, phare carré, dimensions du cadre modifiées, ressorts de fourche plus longs, capacité d’huile fourche plus grande, type JD04
Coloris : rouge, noir, blanc 
- XL 175
- XL 185 S  non commercialisée en France, même base moteur que la 125 XLS
- XL 200 R
- XL 250
- XL 250 K
- XL 250 R
- XL 250 S - 1978 à 1982 - 249 cm3 21 ch, 4 soupapes, 123 kg
- XL 350 R
- XL 400 R
- XL 400 S
- XL 500 S - 1979 à 1982 - 498 cm3, 34 ch, 4 soupapes, 129 kg
- XL 500 R
- Honda XL 600 R, XL, LM et RM

Bicylindres en V
- XL 125 V Varadero
- XL 400 V Transalp
- XL 600 V Transalp - 1987-1999
- XL 650 V Transalp - 2000-2006
- XL 700 V Transalp - 2007-2014
- XLV 750 R - 1983-1986
- XL 1000 V Varadero

Bicylindre en ligne
- XL 750 Transalp - 2023